# Josef Neuwirth (politik)
Josef Neuwirth (6. května 1839 Třešť – 20. května 1895 Mariagrün u Štýrského Hradce) byl rakouský novinář, národohospodář a politik německé národnosti z Moravy, v 2. polovině 19. století poslanec Říšské rady.

## Biografie
Působil jako publicista a novinář. V roce 1873 se uvádí jako spisovatel, bytem ve Vídni.
Pocházel z rodiny chudého učitele z moravské Třeště. Vystudoval gymnázium v Praze. Studoval v Praze techniku a zároveň se zapsal na studia národohospodářství na Karlo-Ferdinandově univerzitě. Od roku 1860 studoval chemii ve Vídni. Už jako pražský student psal pro noviny Tagesbote aus Böhmen Davida Kuha. Roku 1860 se přestěhoval do Vídně. Zde navázal kontakty s Ignazem Kurandou a začal se věnoval žurnalistice. Pracoval v redakci Kurandova listu Ostdeutsche Post. Psal reportáže z jednání Říšské rady a Českého zemského sněmu. Roku 1862 přešel do listu Die Presse, kde publikoval i články na národohospodářská témata. V roce 1864 se podílel na založení deníku Neue Freie Presse, který patřil mezi hlavní tiskové orgány německého liberálního tábora v Rakousku. Z profesního života se dočasně stáhl v letech 1869–1871 ze zdravotních důvodů. V květnu 1872 ovšem redakci opustil a následně napsal knihu Bank und Valuta in Oesterreich-Ungarn. V roce 1873 byl členem výboru pro pořádání Světové výstavy ve Vídni. Od roku 1861 byl členem spolku spisovatelů Concordia a od roku 1867 zasedal v jeho předsednictvu. Do roku 1885 byl předsedou penzijního fondu při Concordii.
Zapojil se i do politického života. Byl poslancem Říšské rady (celostátního parlamentu), kam usedl v prvních přímých volbách roku 1873 za kurii obchodních a živnostenských komor, obvod Brno. Parlamentní křeslo obhájil ve volbách roku 1879, volbách roku 1885 a volbách roku 1891. V Říšské radě zasedal do své smrti. Pak ho nahradil Johann Bažant.
Zastupoval tzv. Ústavní stranu, která byla liberálně, provídeňsky a centralisticky orientována. V jejím rámci představoval roku 1873 staroněmecké (staroliberální) křídlo. V říjnu 1879 je ovšem zmiňován na Říšské radě coby člen mladoněmeckého Klubu sjednocené Pokrokové strany (Club der vereinigten Fortschrittspartei). Od roku 1881 byl členem klubu Sjednocené levice, do kterého se spojilo několik ústavověrných (liberálně a centralisticky orientovaných politických proudů). Za tento klub uspěl i ve volbách roku 1885. Po rozpadu Sjednocené levice přešel do frakce Německorakouský klub. V roce 1890 se uvádí jako poslanec obnoveného klubu německých liberálů, nyní oficiálně nazývaného Sjednocená německá levice. I ve volbách roku 1891 byl na Říšskou radu zvolen za klub Sjednocené německé levice.
Zasedal v četných parlamentních výborech, podílel se na debatách o rozpočtu, daňové reformě a bankovní a celní politice. Občas se názorově rozcházel se svými liberálními poslaneckými kolegy, protože podporoval koncept ochranných cel a měl pochopení pro některé myšlenky socialismu (tzv. Kathedersozialismus, katedrový, akademický, socialismus).
Zemřel po dlouhé nemoci v květnu 1895 v sanatoriu Mariagrün u Štýrského Hradce.
Jeho prasynovcem byl rakouský kancléř Bruno Kreisky.